# Apollon Pontou
Apollon Pontou (griechisch Απόλλων Πόντου), vollständiger Name PAE Apollon 1926, ist ein griechischer Fußballverein aus Thessalonikis gleichnamigem Stadtteil Kalamaria, der zurzeit in der zweithöchsten Liga Griechenlands spielt. Mutterverein der Fußballabteilung ist der Sportverein MGSK Apollon (Musik- und Turnverein Apollon Kalamaria, griech. Μ.Γ.Σ.Κ. „Ο Απόλλων“), der Abteilungen für Fußball (Junioren), Basket- und Volleyball, Leichtathletik, Boxen, Tennis und Tischtennis, Schwimmen und Gewichtheben betreibt.
Der Verein Apollon Kalamarias wurde 1926 von Kleinasien-Flüchtlingen in Kalamaria, einen im Südwesten der Stadt Thessaloniki gelegenen Vorort gegründet. Den ersten nennenswerten Erfolge hatte der Verein in der Saison 1957/58, als er die makedonische Regionalmeisterschaft für sich entscheiden konnte.
Seine Heimspiele trägt Apollon Pontou im Kalamarias aus, welches im gleichnamigen Stadtbezirk steht. Das 6.500 Zuschauer fassende Stadion befindet sich im Besitz des Amateurvereins (MGSK Apollon) und war während der Olympischen Spiele 2004 Trainingsstätte für die Wettbewerbe im Fußball.
Seit 2017 trägt der Verein den Namen Apollon Pontou.

## Statistik
- Beste Platzierung (1. Liga): Platz 9 (1964, 1986, 2006)
- Schlechteste Platzierung (1. Liga): Platz 18 (1974)

## Bekannte Spieler
| - Alexis Alexiou - Giorgos Amanatidis - Vasilis Borbokis - Aristarhos Foudoukidis - Sokratis Fytanidis - Stelios Iliadis - Vasilis Ioannidis - Panagiotis Kyprianidis - Marinos Ouzounidis - Charilaos Pappas | - Giorgos Semertzidis - Takis Toboulidis - Zisis Tsekos - Alexandre Silva Cleyton - Neto Guerino - Pierre Ebede - Joseph Elanga - Gilles Domoraud - Ronald Dennie - Amr El Halwani |

## Bekannte Trainer
- Gerd Prokop (1989–1990, 1993–1994)